# Granli Station
Granli Station (Granli stasjon) var en jernbanestation på Kongsvingerbanen, der lå i Kongsvinger kommune i Norge.
Stationen blev oprettet som holdeplads 1. oktober 1898. Den blev opgraderet til station i 1919. Den blev nedgraderet til holdeplads igen 6. april 1967 og til trinbræt 28. maj samme år. Stationen blev nedlagt 1. juni 1986, men der var sidespor på stedet indtil 1990.